# Geszem
Geszem – postać biblijna ze Starego Testamentu.
Wpływowy Arab, który próbował powstrzymać Nehemiasza przed odbudową murów Jerozolimy. 